# Grive roux-brun
Cichlopsis leucogenys
Genre
Espèce
Synonymes
- Myadestes leucogenys

Statut de conservation UICN

 EN  : En danger
La Grive roux-brun (Cichlopsis leucogenys) est une espèce de passereau de la famille des Turdidae.

## Répartition et sous-espèces
- C. l. gularis	Salvin & Godman, 1882 — tepuys
- C. l. chubbi	Chapman, 1924 — Andes occidentales de Colombie et d'Équateur
- C. l. peruviana	Hellmayr, 1930 — Andes orientales du Pérou
- C. l. leucogenys	Cabanis, 1851 — forêt atlantique

### GenreCichlopsis
- (en) Congrès ornithologique international : Cichlopsis leucogenys dans l'ordre Passeriformes (consulté le 21 mai 2015)
- (fr + en) ITIS : Cichlopsis  Cabanis, 1850
- (en) Animal Diversity Web : Cichlopsis
- (en) NCBI : Cichlopsis (taxons inclus)
- (en) UICN : taxon  Cichlopsis  (consulté le 7 janvier 2023)

### EspèceCichlopsis leucogenys
- (fr) Oiseaux.net : Cichlopsis leucogenys (+ répartition)
- (en) Congrès ornithologique international : Cichlopsis leucogenys dans l'ordre Passeriformes
- (en) Catalogue of Life : Cichlopsis leucogenys Cabanis, 1850 (consulté le 20 décembre 2020)
- (fr + en)  Avibase : Cichlopsis leucogenys (+ répartition)
- (fr + en) ITIS : Cichlopsis leucogenys  Cabanis, 1850
- (en) Animal Diversity Web : Cichlopsis leucogenys
- (en) NCBI : Cichlopsis leucogenys (taxons inclus)
- (en) UICN : espèce Cichlopsis leucogenys Cabanis, 1850 (consulté le 21 mai 2015)